# Poligon (film 1977)
Poligon (ros. Полигон) – radziecki krótkometrażowy film animowany z 1977 roku w reżyserii Anatolija Pietrowa. Adaptacja opowiadania Siewiera Gansowskiego. Film opowiada historię wynalazcy i jego „inteligentnego” czołgu.

## Obsada (głosy)
- Anatolij Kuzniecow
- Aleksandr Bielawski
- Wsiewołod Jakut
- Oleg Mokszancew
- Siergiej Martynow

## Animatorzy
Anatolij Pietrow, Władimir Zarubin